# Euryischia lestophoni
Euryischia lestophoni is een vliesvleugelig insect uit de familie Aphelinidae. De wetenschappelijke naam is voor het eerst geldig gepubliceerd in 1889 door Riley.